# Trampas de amor
Trampas de amor es una película mexicana de 1969 de los géneros de comedias romántica y satírica que consta de tres episodios dirigidos por Tito Novaro, Manuel Michel y Jorge Fons respectivamente.

## Sinopsis
La película narra tres historias de amor que involucran a igual número de hombres llamados Mauricio, las cuales terminan en forma inesperada, además de sorprendente, irónica e hilarante.

### Primer Episodio:El dilema
Mauricio Brandy es un multimillonario varias veces divorciado quien, al circular por una carretera con destino a un balneario, se encuentra con Annette y Susan: dos bellas modelos (francesa y norteamericana, respectivamente) cuyo auto quedó accidentado. El playboy inicia un coqueteo simultáneo y paralelo con las chicas ante la mirada atónita de Ray, el médico personal de Mauricio, quien teme que éste termine falleciendo por su alocado estilo de vida. Las juergas continúan hasta que, cuando casi fallece ahogado en una alberca, Mauricio decide casarse con Annette tras haberlo rescatado de dicho accidente pero, a su vez, ella le propone a su nuevo esposo que Susan viva junto con la pareja, a lo que él acepta encantado.
Las relaciones de Mauricio con ambas mujeres continúan hasta que Ray le ordena a su amigo que se tome unos días de descanso en una cabaña, por lo que aquel le miente a su esposa alegando que irá a una convención. Sin embargo ellas se enteran por boca de uno de los criados de toda la verdad y llegan hasta la cabaña para seguir con lo mismo hasta que, finalmente, él termina falleciendo por agotamiento y, después del sepelio, nos enteramos que Annette y Susan son -en realidad- amantes y, también, que las dos habían planeado desde el comienzo el encuentro inicial con Mauricio en la carretera para quedarse con el dinero de éste.

### Segundo Episodio:Yvonne
Modesta es una bella provinciana que llega a Ciudad de México decidida a convertirse en actriz y, respondiendo al aviso del representante Mauricio Armenta, éste la convence de darle clases de actuación y cambiarle de apariencia, indumentaria y hasta de nombre (al bautizarla artísticamente como Yvonne) para una prueba cinematográfica en la productora donde trabaja, por lo que la chica termina enamorándose de su descubridor hasta el punto de entregársele sexualmente a él.
Todo lo anterior sería perfecto si no fuera por un pequeño detalle: Mauricio es, en realidad, un proxeneta quien se dedica a ese “negocio” para ayudar a su anciana madre (quien desea que su hijo termine por sentar cabeza «con una buena mujer» y hacerla abuela) y, por ende, todo lo anterior no es más que un montaje para engañar a Modesta y a otras mujeres incautas.
Sin embargo cuando ya Mauricio le cuenta a Modesta que no la aceptaron en la -falsa- prueba y que, en solidaridad con ella renunció a su puesto en la productora, él le ofrece trabajo como dama de compañía de un anciano millonario pero la joven, al darse cuenta de que todo fue un engaño, decide rechazar la oferta y regresar a su pueblo, lo que Mauricio interpreta como señal de que aún sigue siendo una mujer íntegra igual que su madre; y poco después vemos que ambos se casan mientras escuchamos a Modesta contarle su vida en la capital a su hermana (quien vive en el pueblo natal de ambas) mediante una carta y le confiesa que aceptó la propuesta de matrimonio de Mauricio aduciendo que: «¿Qué chiste [tiene] volver a lo que ya se conoce?» ya que ambas mujeres son en realidad prostitutas del burdel del pueblo, para terminar pidiéndole a ésta y sus compañeras que no le revelen su vida pasada a su nueva familia.

### Tercer Episodio:La sorpresa
Mauricio es un humilde, analfabeto y torpe mecánico quien tiene un romance clandestino con su patrona la aristócrata, virtuosa y caritativa multimillonaria Ingrid, a pesar de que está casado «desde el año olímpico» con María Eugenia (a quien la humilla y maltrata constantemente, cosa que nunca sucede con Ingrid) hasta que, tras la inminente llegada de las ultraconservadoras hermanas de la ricachona y por miedo al qué dirán, ella decide darle unos días de “vacaciones” a Mauricio además de regalarle un carísimo reloj.
Para poder justificar la aparición de dicha prenda ante su esposa, Mauricio termina yéndose a la casa abandonada de una recién fallecida tía junto con sus amigos Poncho, Crispín y Ballesteros para esconder el reloj dentro de un colchón y, luego, irse los tres a un partido de fútbol del equipo Atlante, del cual son seguidores. Sin embargo, al llegar a la casa, Mauricio se sorprende al ver que María Eugenia trajo unilateralmente los muebles de la finada tía y, para complicar las cosas, no encuentra el reloj y por esto termina echándole la culpa a sus amigos de la desaparición del mismo.
Tiempo después vemos a Mauricio, su esposa y sus amigos ya reconciliados, viendo una corrida de toros por televisión en casa de aquellos cuando Ballesteros sale de allí y comienza a provocar a un vecino de la zona, quien es boxeador, para reclamarle que siempre coloca música de cumbia a todo volumen hasta altas horas de la noche. Sin embargo cuando se descubre que el deportista es un gran amigo de Poncho y no se han visto en varios años, todos terminan haciendo las paces y se van a casa del anfitrión para celebrar hasta que, súbitamente, llega un lechero y Mauricio termina llevándose la sorpresa de su vida al percatarse que el recién llegado... ¡Tiene puesto el reloj que le había regalado Ingrid! finalizando así la película.

## Elenco

### Primer Episodio:El dilema
- Joaquín Cordero ... Mauricio Brandy
- Nancy Glenn ... Susan
- Heidi Blue ... Annette
- Arturo Martínez ... Dr. Ray
- Juan Ibáñez ... Barman en la discoteca (no aparece en los créditos)
- Lenka Monnier ... Modelo (no aparece en los créditos)
- Cecilia Leger ... Invitada a la boda de Mauricio y Annette (no aparece en los créditos)
- María Cisneros (no aparece en los créditos)
- Sally Ann Welford (no aparece en los créditos)
- Manuel Garay (no aparece en los créditos)

### Segundo Episodio:Yvonne
- Julio Alemán ... Mauricio Armenta
- Jacqueline Andere ... Modesta María Antonieta Sánchez / Yvonne
- Consuelo Frank ... Mamá de Mauricio
- Rina Valdarno ... Dora, secretaria de Mauricio
- Carolina Cortázar ... Hermana de Modesta
- Elvira Lodi ... Casera de Modesta (no aparece en los créditos)
- Alfonso Munguía ... Empleado de Mauricio (no aparece en los créditos)
- Manuel Vergara "Manver" ... Policía en la estación de trenes (no aparece en los créditos)
- Ramón Gaona (no aparece en los créditos)
- Susana Jarero (no aparece en los créditos)
- Annie Violette (no aparece en los créditos)
- Marie Violette (no aparece en los créditos)
- Fabiana (no aparece en los créditos)

### Tercer Episodio:La sorpresa
- Héctor Suárez ... Mauricio
- Beatriz Baz ... Ingrid
- Norma Lazareno ... María Eugenia
- Ernesto Gómez Cruz ... Ballesteros
- Mario García González ... Poncho, el gordo
- Alfredo Rosas... Crispin, el mudo
- Antonio de Hud ... El boxeador

## Premios y nominaciones
La película obtuvo los premios de Mejor Guion (para Jorge Fons y Gustavo Sainz), Mejor Actor (para Héctor Suárez), Mejor Actriz (para Jacqueline Andere), Mejor Coactuación Masculina (para Ernesto Gómez Cruz) y Mejor Director Nuevo (para Jorge Fons) en la VII Entrega de la Diosa de Plata de PECIME (1970).